# Читлучење
За време турске владавине над Србијом, постојале су две врсте приватних земљишних поседа које је раја обрађивала. Читлуци су се звали поседи које је муслиманска раја обрађивала, а баштина су били поседи које је хришћанска раја обрађивала. Читлучење је куповина или отимање поседа од хришћанске раје и претварање у читлуке, па се стога тај процес и зове читлучење. Читлучење је обично било извршавано од стране јањичара или спахија.